# St. Andreas (Niederwangen)

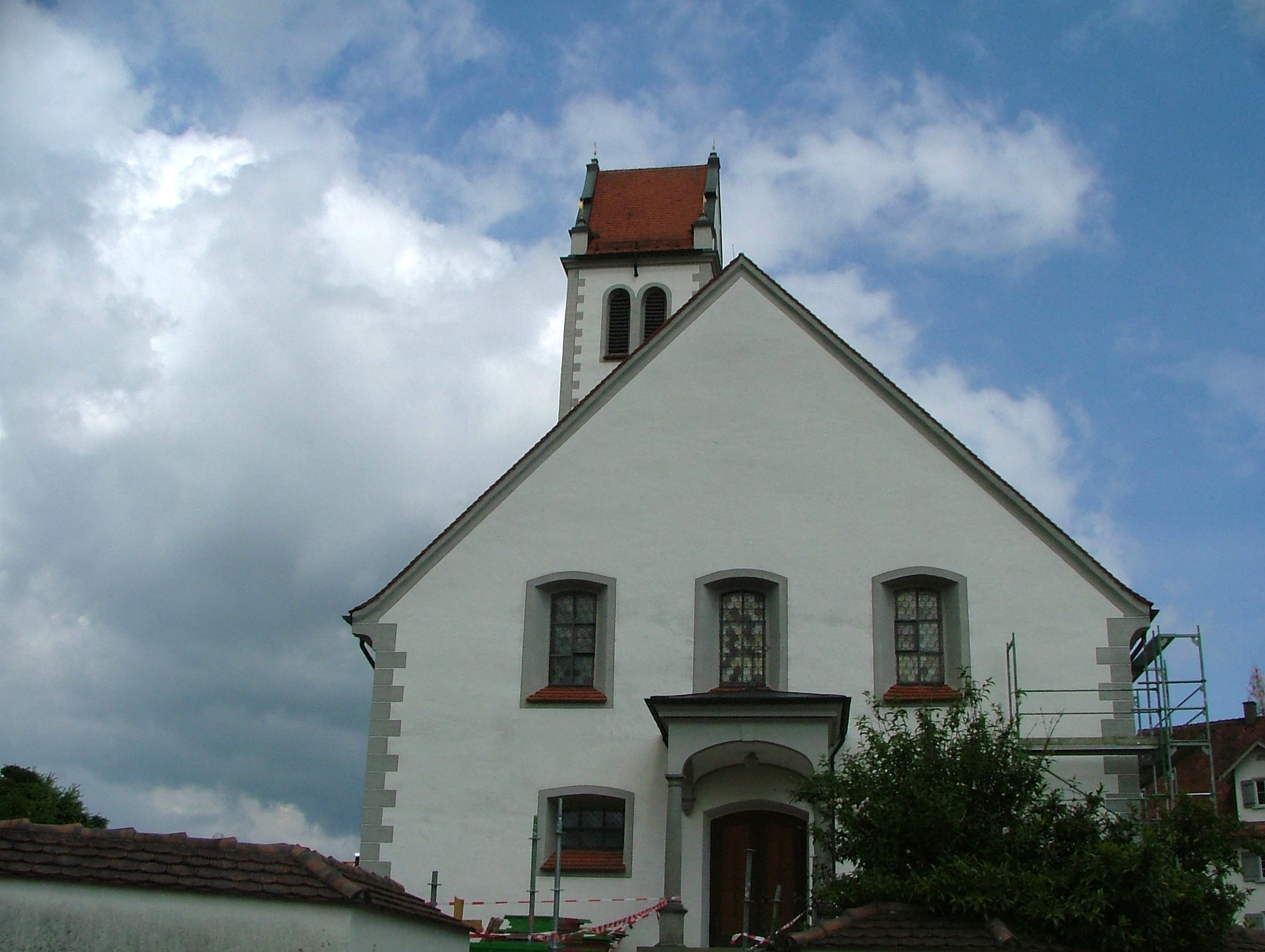
St. Andreas in Niederwangen

Die römisch-katholische Pfarrkirche St. Andreas steht in Niederwangen, einem Teilort der Großen Kreisstadt Wangen im Allgäu im Landkreis Ravensburg in Baden-Württemberg. Die Pfarrei gehört zum Dekanat Allgäu-Oberschwaben in der Diözese Rottenburg-Stuttgart. Das Bauwerk ist beim Landesamt für Denkmalpflege Baden-Württemberg als Baudenkmal eingetragen.

## Beschreibung
Die ursprünglich gotische Saalkirche von 1244 wurde mehrfach verändert. Sie besteht aus einem Langhaus, einem eingezogenen, dreiseitig geschlossenen Chor im Osten und einem Chorflankenturm an der Nordwand des Chors, der quer mit einem Satteldach zwischen Schweifgiebeln bedeckt ist, in denen sich die Zifferblätter der Turmuhr befinden. Sein oberstes Geschoss beherbergt hinter den als Biforien gestalteten Klangarkaden den Glockenstuhl mit vier Kirchenglocken. 
Zur Kirchenausstattung gehört eine um 1620 errichtete Statue des heiligen Sebastian, die Hans Zürn dem Älteren zugeschrieben wird, die 1726 durch Statuen von Aposteln ergänzt wurde. Die übrige Kirchenausstattung ist von einfacher Qualität. Die Orgel wurde 2006 als Opus 54 von Josef Maier gebaut.